# Stenopelix
Stenopelix (nghĩa là "khung chậu nông") là một chi khủng long nhỏ sống vào thời kỳ Creta sớm tại nơi ngay nay là Đức. Nó có lẽ một chi ceratopsia cơ sở tầng Barreme của kỷ Creta, khoảng từ 130 tới 125 triệu năm trước. Chi này được mô tả dựa trên một bộ xương thiếu hộp sọ, và được phân loại nhờ các đặc điểm của hông.